# Vologaeses IV.

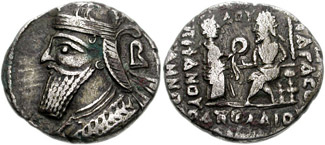
Münze Vologaeses’ IV.

Vologaeses IV. (auch Balāš bzw. Valgāš; * vor 147; † ca. 193) war von 147 oder 148 bis zu seinem Tod König des Partherreichs. In älteren (und auch in einigen neueren) Darstellungen wird für diese Zeit oft als König Vologaeses III. angegeben, was aber nach Ansicht der meisten Forscher falsch und der teils problematischen Chronologie der Arsakiden geschuldet ist.

## Leben

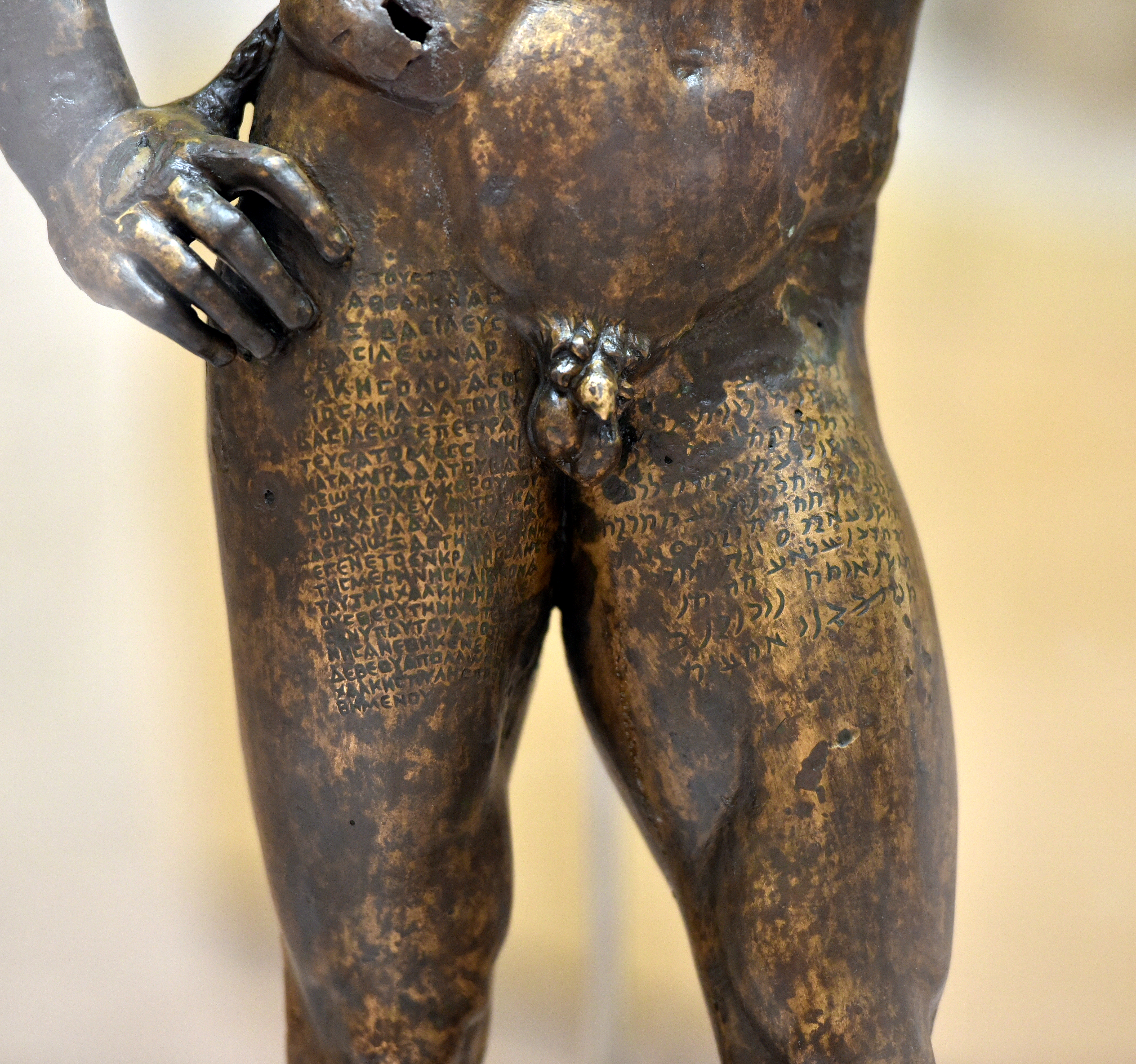
Inschrift auf der Statue des Herakles

Vologaeses war der Sohn Mithridates’ V. Nachdem der römische Kaiser Trajan Teile des Partherreiches erobert hatte (114–117), die allerdings von seinem Nachfolger Hadrian weitgehend wieder aufgegeben werden mussten, war es vor allem Vologaeses IV., der das Reich wiederherstellte. Er vereinigte das Partherreich, das zwischen seinem Vater und Vologaeses III. aufgeteilt worden war, und eroberte auch kleinere Provinzen, wie die Charakene, die vorher anscheinend eine gewisse Selbständigkeit besessen hatten. Das letzte Ereignis ist auf Inschrift auf einer Herakles-Statue überliefert.
Ab 155 sind Konflikte mit den Römern bezeugt, wobei es wie so oft um Armenien ging. 161 nutzten die Parther die Gelegenheit und griffen römisches Territorium direkt an. König Pakoros musste fliehen (entgegen der älteren Forschung handelte es sich bei Pakoros wohl nicht um einen von den Parthern eingesetzten Klientelkönig). Nach ersten Erfolgen, wobei Armenien besetzt und ein römisches Heer bei Elegeia am Euphrat vernichtet wurde, gingen die Römer unter dem Mitkaiser Lucius Verus jedoch in die Gegenoffensive im Partherkrieg. Die römische Armee eroberte Armenien (wo nun Sohaemus als König eingesetzt wurde) und drang schließlich bis nach Ktesiphon vor, welches 165 auch gestürmt wurde. Vologaeses IV. war daraufhin gezwungen, Teile der umstrittenen Grenzzone den Römern zu überlassen (darunter auch Karrhai und Nisibis). Von Babylonien breitete sich damals die Antoninische Pest aus, die von den zurückkehrenden römischen Truppen bald im ganzen Imperium Romanum verbreitet wurde.
Aus den Quellen ist nicht ersichtlich, ob anschließend ein formeller Friedensvertrag geschlossen wurde, doch blieb es für den Rest von Vologaeses’ Regierungszeit, in der es offenbar auch zu keinen erwähnenswerten inneren Unruhen kam, an der römisch-parthischen Grenze ruhig.
Der Todeszeitpunkt des Königs ist nicht genau gesichert. Seine Münzprägungen gehen bis 191 weiter, einige bis 193. Vermutlich hat Vologaeses seinen Sohn 191 zum Mitregenten erhoben und ist ca. 193 verstorben.